# Gare d’Écouché
Gare d’Écouché vasútállomás Franciaországban, Écouché településen.

## Vasútvonalak
Az állomást az alábbi vasútvonalak érintik:
- Argentan–Granville-vasútvonal

## Kapcsolódó állomások
A vasútállomáshoz az alábbi állomások vannak a legközelebb:
- Gare d’Argentan
- Gare de Briouze